# Daniel Fässler

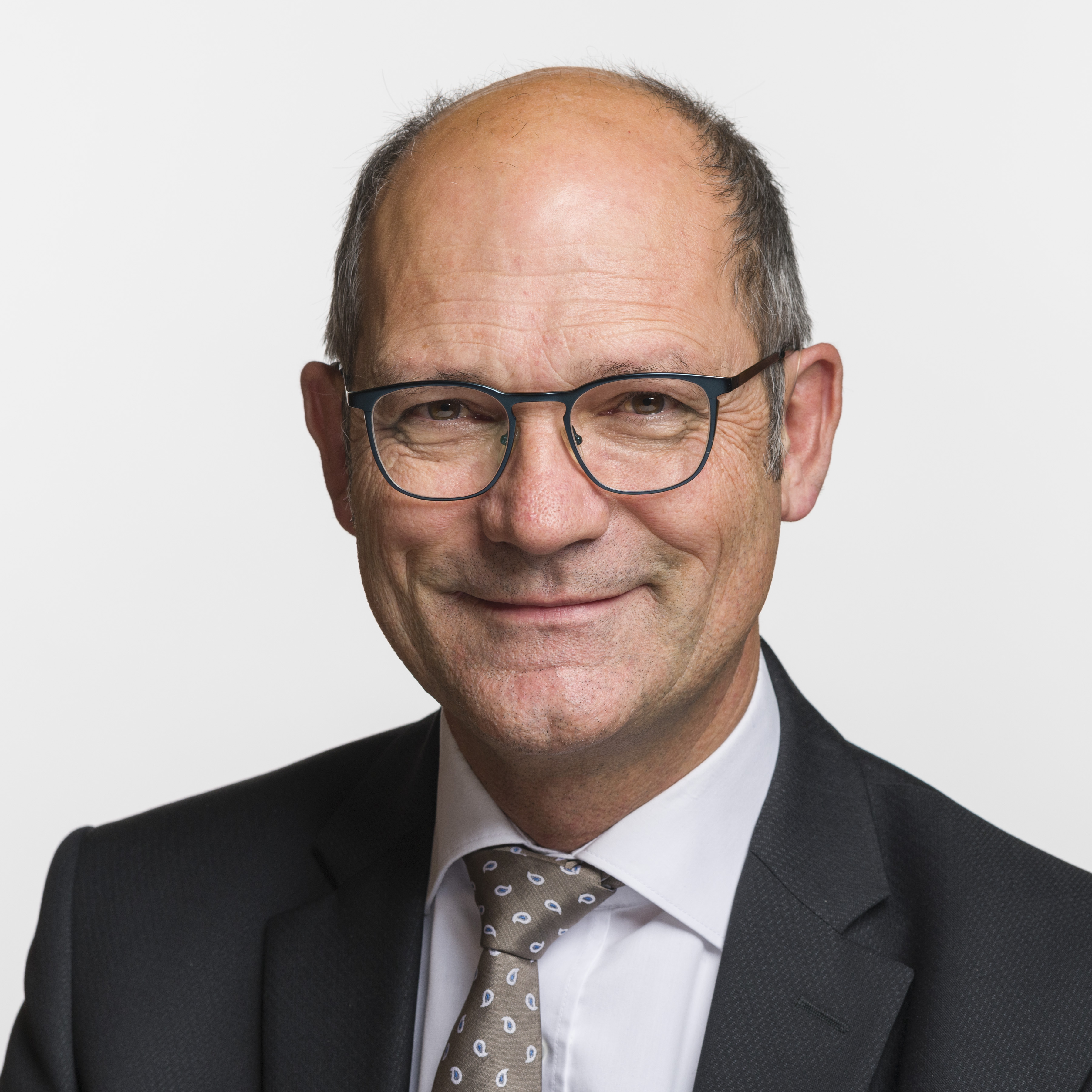
Daniel Fässler (2019)

Daniel Fässler (* 22. August 1960 in Appenzell; heimatberechtigt ebenda) ist ein Schweizer Politiker (Die Mitte, vormals CVP).

## Leben
Fässler absolvierte nach dem Gymnasium in Appenzell ein Studium der Rechtswissenschaft an der Universität Bern, das er mit dem Doktorat abschloss. Für seine Dissertation wurde er mit dem Professor Walther Hug Preis für beste juristische Dissertationen der Schweiz ausgezeichnet. Nach dem Erlangen des Anwaltspatents arbeitete er als Sekretär der Staatswirtschaftlichen Kommission des Kantons Appenzell Ausserrhoden und als Anwalt in Zürich, ab 1994 mit eigener Kanzlei in St. Gallen. 1999–2004 war Fässler nebenamtlich Richter am Bezirksgericht Appenzell, 2004–2008 am Kantonsgericht Appenzell Innerrhoden. 2000–2010 war er Mitglied bzw. Präsident der Anwaltsprüfungskommission des Kantons.
Fässler wurde 2008 von der Landsgemeinde zum stillstehenden Landammann der Standeskommission, der Regierung Appenzell Innerrhodens gewählt. Die beiden Landammänner wechseln sich im Zweijahresturnus als «Regierender Landammann» und als «Stillstehender Landammann» ab; sie müssen sich jedes Jahr an der Landsgemeinde zur Wahl stellen. Fässler war zum ersten Mal von 2010 bis 2012 regierender Landammann. Weil der regierende Landammann Carlo Schmid sich 2013 nach 29 Jahren als Landammann aus der Politik zurückzog, amtierte Fässler bereits nach einem Jahr Unterbruch von 2013 bis 2015 zum zweiten Mal als Vorsitzender der Regierung. Nach seiner dritten Amtszeit in dieser Funktion von 2017 bis 2019 trat er aus der Standeskommission zurück. Er stand dem Volkswirtschaftsdepartement vor und vertrat den Kanton Appenzell Innerrhoden in der Konferenz der Kantonsregierungen (KdK) sowie als Eignervertreter im Bankrat der Appenzeller Kantonalbank (APPKB).
Bei den Schweizer Parlamentswahlen 2011 wurde Fässler mit grosser Mehrheit der abgegebenen Stimmen in den Nationalrat gewählt. Bei den Wahlen 2015 wurde er wiedergewählt. Er war während seiner gesamten Amtszeit als Nationalrat Mitglied der Kommission für Umwelt, Raumplanung und Energie (UREK). Am 2. Juni 2019 trat er aus dem Nationalrat zurück, weil er am 28. April 2019 von der Landsgemeinde in den Ständerat gewählt wurde. Dort nahm er ebenfalls Einsitz in der UREK, zudem in der Geschäftsprüfungskommission (GPK), der Kommission für Rechtsfragen (RK) und in der Staatspolitischen Kommission (SPK). An der Landsgemeinde vom 30. April 2023 wurde er für eine weitere Amtsperiode wiedergewählt.
Fässler ist verheiratet, hat drei Kinder und wohnt in Appenzell.